# Parco della Collina di San Colombano
Il parco della Collina di San Colombano è un plis riconosciuto con il decreto di Giunta provinciale (DGP) n. 423/02 del 3 luglio 2002, pubblicato sul Bollettino Ufficiale della Lombardia (BURL serie Ins. n. 34 del 21 agosto 2002). Il parco, sorge al centro della pianura padana, situato nel cuore di un triangolo i cui vertici, in linea d'aria, sono rappresentati dai seguenti capoluoghi di provincia: Lodi a 18 km, Pavia a 23 km e Piacenza a 23 km. I comuni su cui si estende, prendendo come riferimento il punto più alto della stessa, situato presso la Madonna del Monte, a quasi 146 m s.l.m., nel comune di San Colombano al Lambro, sono: San Colombano al Lambro (MI), Miradolo Terme (PV), Graffignana (LO), Sant'Angelo Lodigiano (LO) ed Inverno e Monteleone (PV).

## Storia
2002
Provincia di Milano -
- DGP n. 423/02 del 3 luglio 2002 - Comune di San Colombano (capofila).

2008
Provincia di Lodi -
- DGP n. 179 del 19 novembre 2008 - Comune di Graffignana.
- DGP n. 187 del 26 novembre 2008 - Comune di Sant'Angelo Lodigiano.

Provincia di Pavia -
- DGP n. 82 del 10 aprile 2008 - Comune di Inverno Monteleone.
- DGP n. 148 del 29 maggio 2008 - Comune di Miradolo Terme.

2009
Il giorno 21 marzo 2009 in San Colombano al Lambro (MI), nella residenza municipale, viene stipulata la convenzione tra i Comuni di San Colombano al Lambro (MI) rappresentato dal sindaco Gian Luigi Panigada, di Miradolo Terme (PV) rappresentato dal sindaco Carlo Colnaghi, di Graffignana (LO) rappresentato dal sindaco Giovanni Scietti, di Sant'Angelo Lodigiano (LO) rappresentato dal sindaco Domenico Crespi, di Inverno e Monteleone (PV) rappresentato dal sindaco Enrico Vignati, per la gestione del Plis della Collina di San Colombano.
2011-2013
In collaborazione con la Fondazione Cariplo, è partito il progetto: "Valorizzazione naturalistica del PLIS della Collina di San Colombano mediante interventi mirati all'incremento della biodiversità e della fruibilità del territorio".
Il parco rappresenta l'ente capofila, al progetto collaborano tre partners: Dipartimento di Scienze dell'Ambiente e del Territorio dell'Università degli Studi di Milano-Bicocca, Dipartimento di biologia animale dell'Università di Pavia ed il WWF Italia.
2013
Sottoscritto protocollo d'intesa tra il PLIS (capofila), i relativi Comuni e la Provincia di Milano con titolo "Per un distretto agricolo rurale della Collina di San Colombano".
Il distretto rurale ha come obiettivo la realizzazione in modo sinergico ed integrato di azioni di valorizzazione territoriale e produttive, di riqualificazione ambientale e paesaggistica e di recupero di tradizioni e cultura rurali; si tratta di una missione riconosciuta ai soggetti pubblici, tra cui la provincia, che operano in campo agro ambientale.
2014
In data 16 gennaio 2014, presso la Provincia di Milano, è stato consegnato il documento ufficiale che rappresenta il primo passo verso l'accreditamento a distretto agricolo rurale.
2015
Alla fine del mese di luglio, il comune di Inverno e Monteleone decide di lasciare il PLIS.

## Territorio
Il parco ha un'estensione di 1 440 ettari, la collina, su cui sorge, si eleva dal piano di campagna, che si trova mediamente a 70/80 m s.l.m., sino ad un massimo di 146 m s.l.m. Ha una lunghezza di circa 7 km ed una larghezza massima di 2 km; si estende da ovest nord ovest ad est sud est. Viene delimitata nella parte a nord est dall'alveo del fiume Lambro ed a sud dal fiume Po.
Il territorio è suddiviso percentualmente tra i vari comuni come segue:
- San Colombano al Lambro: 41,58%
- Miradolo Terme: 22,54%
- Graffignana: 18,34%
- Sant'Angelo Lodigiano: 10,80%
- Inverno e Monteleone: 6,74%

## Comuni
I comuni del parco sono: San Colombano al Lambro (MI), Miradolo Terme (PV), Graffignana (LO), Sant'Angelo Lodigiano (LO) ed Inverno e Monteleone (PV).

## Flora
Dal punto di vista floristico-vegetazionale, in esso si trovano lembi di querco-carpineti misti collinari relitti di grande significato ecologico, paesaggistico e conservazionistico, seppure fisionomicamente dominati da Robinia pseudocacia L. specie alloctona di provenienza nord americana che ben si è ambientata in Europa. Un ruolo gregario hanno assunto altre specie quali: Quercus pubescens Willd. (roverella), Quercus robur L. (farnia), Quercus petraea Liebl. (rovere), Prunus avium L. (ciliegio selvatico), Acer campestre L. (acero campestre), Carpinus betulus L. (carpino), Alnus glutinosa L. (ontano), Juglans spp. (noce), Populus alba L. (pioppo bianco), Populus canadensis L. (pioppo canadese) e Castanea sativa M. (castagno).
La flora arbustiva presente contestualmente alle specie arboree sono: Rubus fruticosus L. (rovo), Sambucus nigra L. (sambuco), Corylus avellana L. (nocciolo), Crataegus monogyna J. (biancospino), Ligustrum vulgare L. (ligustro), Ruscus aculeatus L. (pungitopo), Cytisus scoparius L. (ginestra dei carbonai) ed anche specie esotiche come la Phytolacca americana L. (uva turca).
Infine, tra le specie erbacee più diffuse vi sono: Gallium glaucum L., Artemisia vulgaris L. (artemisia), Erigeron annuus L. (cespica annua), Lolium multiflorum Lam. (loiessa), Petasites Miller (farfaraccio), Plantago major L.(piantaggine), Lactuca virosa L. (lattuga selvatica), Urtica dioica L. (ortica), Hedera helix L. (edera), Convallaria majalis L. (mughetto), Galanthus nivalis L. (bucaneve), Vinca minor L. (pervinca minore), Polygonatum multiflorum L. (sigillo di Salomone), Asphodelus albus L. (asfodelo) e diversi esemplari di pteridofite tra cui l'Equisetum L. (coda di cavallo) e la Pteridium aquilinum L. (felce aquilina).

## Fauna
Dal punto di vista faunistico la Collina di San Colombano al Lambro è stata identificata come area prioritaria per la biodiversità nella Pianura Padana lombarda, soprattutto per quanto riguarda mammiferi e uccelli (Bogliani et al., 2007). Il paesaggio è caratterizzato infatti da aree agricole prevalentemente a vigneto frammiste a siepi e boschi di latifoglie decidue, e quindi da un elevato grado di giustapposizione tra coltivi e vegetazione naturale, che permette a molte specie animali di trovare le condizioni ambientali idonee per la sopravvivenza, scomparse invece in molte parti della pianura più intensamente sfruttate.
La presenza di mammiferi nel parco è rappresentata da diversi esponenti di mustelidi quali Mustela nivalis L. (donnola), Martes foina E. (faina), Meles meles L. (tasso); roditori quali Glis Glis L. (ghiro), Muscardinus avellanarius L. (moscardino), Sciurus vulgaris L. (scoiattolo rosso) ed altri ancora come Lepus europaeus P. (lepre comune), Sylvilagus floridanus A. (silvilago orientale o coda di cotone), Erinaceus europaeus L. (riccio), Sorex araneus L. (toporagno comune), Vulpes vulpes L. (volpe) e dopo un recente fototrappolaggio anche il Sus scrofa L. (cinghiale).
Numerose sono le specie di uccelli tra cui i seguenti rapaci notturni: strix aluco L. (allocco), Athene noctua S. (civetta), Tyto alba S. (barbagianni); rapaci come Buteo buteo L. (poiana comune), Falco tinnunculus L. (gheppio), due specie di picchio quali il Picus virdis L. (picchio verde) ed il Dendrocopus major L. (picchio rosso maggiore), qualche corvide Corvus corone cornix L. (cornacchia grigia), Corvus corax L. (corvo imperiale), Garrulus glandarius L. (ghiandaia), Pica pica L. (gazza ladra); diversi passeriformi ed alcune specie alloctone: Streptopelia decaocto F. (tortora dal collare orientale) e Phasianus colchicus L. (fagiano).
Sono presenti anche rettili ed anfibi: Podarcis muralis L. (lucertola), Lacerta viridis L. (ramarro), Hierophis viridiflavus L. (biacco-milò), Natrix natrix L. (natrice dal collare); gli anuri in fondo alle vallecole con esemplari di Rana dalmatina F. (rana agile) e Hyla arborea L. (raganella).
Molto numerosa anche l'entomofauna.

## Punti di interesse
- Postazione di avvistamento rapaci presso Pomo Granino.
- Oasi del parco di San Colombano al Lambro.
- Bosco della Moccia.

## Accessi
L'accesso al parco è garantito da diversi punti, sia su strade sterrate che su strade comunali.

## Attività
- Escursionismo.
- MTB.
- Birdwatching: ogni anno viene organizzato, tra la fine di agosto ed i primi di settembre, il Campo Migrans, un'importante occasione per il conteggio dei rapaci migratori che transitano sulla collina, provenienti dalla Scandinavia e diretti in Africa, per le sue termiche. L'organizzazione è affidata alle associazioni: GROL di Somaglia, IL GHEPPIO di Miradolo Terme ed a quella di San Colombano al Lambro del PICCHIO VERDE.